# Leung Ting
Leung Ting (1947-) a Leung Ting Wing Tsun kung-fu alapítója, valamint a Nemzetközi Wing Tsun Szövetség alapítója és állandó elnöke.

## Yip Man nagymester utolsó személyes tanítványa[forrás?]
Leung Ting az 1950-es évek végén, tizenhárom éves korában találkozott először a Wing Chun kungfuval, amikor nagybátyjai elvitték Leung Sheung iskolájába. Leung Sheung Yip Man nagymester első hongkongi tanítványa volt, nagy tapasztalatú, elkötelezett harcművész. Az ő kezei alatt ismerkedett meg Leung Ting a Wing Chun művészetével, és a tanulás hat éve alatt kiemelkedő tudású gyakorlóvá vált. Húszéves volt, amikor mestere bemutatta a tanítástól akkor már visszavonult Yip Man-nak. Az idős nagymester fantáziát látott az ambiciózus és igyekvő fiatalemberben, és bár előzőleg úgy döntött, hogy végleg felhagy a tanítással, korábbi elhatározása alól kivételt téve tanítványául fogadta őt. Leung Ting, állítása szerint, kilenc hónapon át, heti két alkalommal tanult az idős mestertől, s az így töltött idő alatt – szintén állítása szerint -, úgynevezett „zárt ajtók mögött képzett” tanítványként, a művészet legjavát sajátíthatta el a mesterétől.
Mint instruktor, 1967-ben a hongkongi Baptista Kollégiumban kezdett kungfut tanítani, ahol iskolai tanulmányait végezte. Óráit tanítványok tucatjai látogatták, és hírneve hamar szárnyra kapott. Leung Ting elmondása szerint ez volt ugyanis az első eset, hogy valaki kungfut oktatott egy Hongkongi Egyetem falain belül.
1970-ben Leung Ting megnyitotta első önálló edzőtermét, majd 1969-ben megszervezte az első nyilvános kungfu bemutatót is. A bemutató a Yip Man nagymester által alapított Wing Chun Athletic Association égisze alatt jött létre, és az idős mester személyes jelenléte tette fel rá a koronát: az eseményen jelen volt Yip Man nagymester, és több más stílus kiemelkedő, közismert mestere is.

## A Leung Ting Wing Tsun alapítása
Yip Man nagymester 1972 decemberében történt halála után a nagymester több tanítványa is magáénak követelte a stílus örököse címet. Mivel Yip Man nem nevezte ki a hivatalos örökösét az iskola továbbviteléhez, mindannyian önmagukat hirdették hivatalos vezetőként és a stílus igazi örököseként. A méltatlan csatározások láttán Leung Ting végül 1973-ban úgy döntött, hogy megalapítja a Leung Ting Wing Tsun Martial Art Associationt. Az iskola nevének írásmódját, hogy a többitől való megkülönböztetést is kifejezze, Wing Chun-ról Wing Tsun-ra változtatta, majd világszerte a stílus lázas népszerűsítésébe kezdett. Kihívásokat fogadott el, és bemutatókat tartott Európában; elsők között volt hajlandó nem kínaiakat is kínai harcművészetre tanítani. Kitartó munkája eredményeként az azóta International Wing Tsun Association névre keresztelt szervezet a világ hatvanöt országában van jelen, és több mint egymillió tagot számlál. Tevékenységének köszönhető az, hogy napjainkra a Leung Ting Wing Tsun az egyik legnépszerűbb kung-fu stílussá vált, szerte a világon. Híres a gyakorlatias képzésről, és a közelharcban való kiemelkedő hatékonyságáról. Leung Ting legmagasabb fokozatú tanítványai továbbképzéseket tartottak az FBI, a Bundeswehr és a GSG9 (a német terrorelhárító szolgálat), valamint a Magyar Honvédség, a Rendőrség és a Határőrség különleges egységeinek.
Leung Ting 1973-ban szerzett bölcsész-diplomát angol valamint kínai nyelvből és irodalomból, a Hongkongi Baptista Főiskolán. 1979-ben már az Amerikai Egyesült Államokban szerezte meg a filozófia doktora címet, majd 1979-ben a bolgár Sportakadémia a harcművészetek díszdoktora címmel tüntette ki.
Tanulmányai és tudományos képzettsége megkönnyítette Leung Ting számára a Wing Chun stílus mélyebb értelmének felfedezését, elsajátítását és alapos továbbfejlesztését, oktatási és fokozatrendszerének kialakítását. Mára a világ minden országában, egységes tematika szerint oktatják a Leung Ting Wing Tsun kungfut, és bár a tanulók vizsgáztatása is központi irányítás alatt, de egyre szubjektívebb elbírálás alapján történik.

## Leung Ting művészete
Leung Ting 1978-ban adta ki első könyvét a Wing Tsun kungfuról. Az első négy kiadás mindegyike pár hónap alatt elfogyott, s végül a könyv 1990-ig tíz kiadást ért meg. Népszerűségét mutatja, hogy még Magyarországon is három kiadása jelent meg, amelyek azóta már elérhetetlenek a könyvárusi forgalomban.
Ezek a visszajelzések arra buzdították a nagymestert, hogy további könyveket adjon ki, immár ne csak a Leung Ting Wing Tsunról, hanem más harcművészeti rendszerekről, sőt a chi-kung elméletéről is. A könyveket többek között kínai, angol, magyar, német, spanyol, olasz nyelveken adták ki.
A kínai harcművészetek és a kínai kultúra szakértőjeként, valamint átfogó tudományos ismeretei miatt több producer és tv-társaság is kikérte Leung Ting szakmai segítségét a televíziós filmkészítésben. 1976 óta huszonnégy különböző sorozatban és mozi-filmben működött közre rendezőként, 1998-ban és 1999-ben pedig kétszer járt az Indiai Nemzeti Rendőrakadémián oktatni, és ez alatt forgatta le Bombay-ben a „Mester” című indiai kungfu-filmet.

## Magyarul megjelent művei
- A legendás Shaolin hosszúbot technikája; angolból ford. Szabó Dénes; Magyar Wing Tsun Egyesület, Kecskemét, 1992